# Tutta colpa del paradiso
Tutta colpa del paradiso è un film del 1985, il secondo diretto da Francesco Nuti, nello stesso anno di Casablanca, Casablanca (1985).

## Trama
Romeo Casamonica esce di prigione dopo avere scontato una pena di cinque anni per rapina a mano armata. Fuori non c'è nessuno ad attenderlo, la sua casa è stata abbattuta ed i suoi oggetti ammucchiati in un locale interrato occupato da giovani punk. Resosi conto di non avere più legami e che anche l'ambiente in cui viveva è molto cambiato ("gli americani hanno comprato tutto" gli dice l'amico operatore ecologico), il suo unico obiettivo diventa quello di rintracciare il figlio Lorenzo di ormai sei anni, praticamente mai conosciuto, frutto di un breve rapporto con una donna straniera che è tornata in patria, abbandonandolo.
Nonostante l'ostracismo della direttrice dell'istituto che ha curato le pratiche di adozione del figlio e che intende proteggere la sua vita con i genitori adottivi, Celeste e Sandro, Romeo riesce a scoprire che il bambino abita in Valle d'Aosta, nella Val d'Ayas. Giunto sul posto, con un po' di fortuna riesce a individuare la famiglia adottiva, che vive da qualche tempo in una baita denominata "Paradiso", in quanto il padre adottivo è un ricercatore che da anni insegue il mito dello stambecco bianco, esemplare molto raro e difficile da incontrare.
Romeo, approfittando di un inconveniente di cui Sandro si sente responsabile, chiede e ottiene ospitalità, senza tuttavia rivelarsi, ma cercando di entrare nelle grazie della coppia, soprattutto con l'intenzione di incontrare il figlio Lorenzo che, essendo in vacanza, giungerà dopo diversi giorni.
In seguito la direttrice, in visita presso la famiglia, rivela alla coppia la vera identità di Romeo, informandoli della sua uscita di prigione e della sua pericolosità, ironicamente rassicurandoli sul fatto che egli non potrà mai scoprire dove si trova il figlio, senza sapere che in realtà egli è già sul posto.
La coppia, tuttavia, non sporge denuncia.
Romeo, verificato l'affetto di cui è circondato il figlio – senza sapere della visita dell'assistente sociale e delle sue rivelazioni – decide di non turbare la serenità della famiglia – con Celeste c'è stato anche un momento di passione – e di accomiatarsi senza farsi riconoscere, anche se alla fine sarà solo il piccolo Lorenzo a non sapere la verità.
Così Romeo se ne va, comunque rinfrancato dal bel rapporto di amicizia instaurato col figlio e dal fatto di sentirsi ancora capace di farsi accettare ed amare. E, sulla strada del ritorno, riesce a vedere anche lo stambecco bianco.

## Produzione

### Riprese
Gran parte del film è ambientato in Valle d'Aosta, nella Val d'Ayas, in una tipica baita nei pressi della località Champoluc, nel comune di Ayas. Alcune scene sono state girate nella frazione Pellaud di Rhèmes-Notre-Dame, mentre nelle scene in esterna la troupe si è spostata a Gressoney-Saint-Jean.

#### Titolo originale
Nella rivista Ciak di giugno 1985 il film è annunciato con il titolo Buon Viaggio Romeo.

## Accoglienza

### Incassi
Il film si è classificato al 9º posto tra i primi 100 film di maggior incasso della stagione cinematografica italiana 1985-1986.

## Riconoscimenti
- 1986[2] – Ciak d'oro
  - Migliore canzone originale a Giovanni Nuti[2]
  - Migliore attore a Francesco Nuti
  - Candidatura alla migliore attrice non protagonista a Laura Betti
  - Candidatura alla migliore fotografia a Camillo Bazzoni
  - Candidatura alla migliore colonna sonora a Giovanni Nuti